# Andreja Potisk
Andreja Potisk Ribič (ur. 23 czerwca 1971 w Mariborze) – słoweńska narciarka alpejska, mistrzyni kraju.

## Kariera
Po raz pierwszy na arenie międzynarodowej pojawiła się w 1988 roku, startując na mistrzostwach świata juniorów w Madonna di Campiglio. Zajęła tam między innymi czwarte miejsce w zjeździe. Podczas rozgrywanych rok później mistrzostw świata juniorów w Aleyska była dwunasta w supergigancie.
Czterokrotnie zdobywała punkty do klasyfikacji Pucharu Świata. Po raz pierwszy dokonała tego 8 lutego 1991 roku w Garmisch-Partenkirchen, zajmując 14. miejsce w zjeździe. Kolejne punkty zdobyła w styczniu i lutym 1996 roku – była 28. w Mariborze w slalomie gigancie, 26. w Garmisch-Partenkirchen w supergigancie oraz 20. w Val d’Isère w supergigancie. W sezonie 1995/1996 zajęła 92. miejsce w klasyfikacji generalnej
Na mistrzostwach świata w Saalbach-Hinterglemm w 1991 roku zajęła 13. miejsce w zjeździe, a podczas mistrzostw świata w Sierra Nevada w 1996 roku wystąpiła w supergigancie, ale nie ukończyła pierwszego przejazdu i nie została sklasyfikowana.
W 1991 roku została mistrzynią Słowenii w supergigancie.

## Osiągnięcia

### Mistrzostwa świata
| Miejsce | Dzień       | Rok  | Miejscowość   | Konkurencja | Czas biegu | Strata | Zwyciężczyni     |
| ------- | ----------- | ---- | ------------- | ----------- | ---------- | ------ | ---------------- |
| 13.     | 26 stycznia | 1991 | Saalbach      | Zjazd       | 1:29,12    | +1,61  | Petra Kronberger |
| DNF     | 12 lutego   | 1996 | Sierra Nevada | Supergigant | 1:21,00    | -      | Isolde Kostner   |

### Mistrzostwa świata juniorów
| Miejsce | Dzień       | Rok  | Miejscowość          | Konkurencja | Czas biegu | Strata | Zwyciężczyni           |
| ------- | ----------- | ---- | -------------------- | ----------- | ---------- | ------ | ---------------------- |
| 4.      | 27 stycznia | 1988 | Madonna di Campiglio | Zjazd       | 1:15,24    | +0,81  | Andrea Schwarzenberger |
| 43.     | 28 stycznia | 1988 | Madonna di Campiglio | Supergigant | 1:16,26    | +5,08  | Sabine Ginther         |
| 45.     | 30 stycznia | 1988 | Madonna di Campiglio | Gigant      | 1:53,22    | +6,42  | Sabine Ginther         |
| 12.     | 6 kwietnia  | 1989 | Aleyska              | Supergigant | 1:20,69    | +2,08  | Sabine Ginther         |

### Puchar Świata

#### Miejsca w klasyfikacji generalnej
- sezon 1990/1991: 83.
- sezon 1993/1994: -
- sezon 1995/1996: 92.
- sezon 1996/1997: -

#### Miejsca na podium
Potisk nigdy nie stanęła na podium zawodów PŚ.